# Staatshaftungsrecht (Deutschland)
Das Staatshaftungsrecht ist ein Bereich des deutschen öffentlichen Rechts, das die Haftungsfolgen des Handelns von Hoheitsträgern regelt.
Das Handeln von Verwaltungsbehörden kann Amtspflichten verletzen und deshalb staatlich gesetztes Unrecht setzen, weshalb es Gegenstand des Staatshaftungsrechts ist. Prominente Anspruchsgrundlage ist der allgemeine Amtshaftungsanspruch aus § 839 Bürgerliches Gesetzbuch (BGB) für fiskalisches Handeln eines Amtswalters beziehungsweise § 839 BGB in Verbindung mit Art. 34 des Grundgesetzes (GG) für hoheitliches Handeln eines Amtswalters. Handelt der Amtswalter schuldhaft, kann der Anspruchssteller Ersatz des Schadens verlangen, der in zurechenbarer Weise auf der Amtspflichtverletzung beruht. Allerdings sieht die Anspruchsgrundlage für einige Fälle die Beschränkung oder den Ausschluss des Anspruchs vor. Legislatorisches (normatives) Unrecht kann nach der Rechtsprechung des Bundesverfassungsgerichts zu Amtshaftungsansprüchen führen, wenn grundrechtliche Schutzpflichten verletzt wurden, die dem Staat zu schützen gerade obliegen oder wenn eine evidente Pflichtverletzung vorliegt. Passivlegitimiert ist in Fällen des § 839 BGB der Beamte selbst und in Fällen des § 839 BGB in Verbindung mit Art. 34 GG grundsätzlich die Anstellungskörperschaft. Einschlägiger Rechtsweg ist gemäß Art. 34 S. 3 GG, § 40 Abs. 2 S. 1 der Verwaltungsgerichtsordnung (VwGO) die Zivilgerichtsbarkeit.
In Anspruchskonkurrenz zu den Amtshaftungsansprüchen und daneben stehen weitere Anspruchsgrundlagen, die mangels entsprechender gesetzlicher Regelungen zu großen Teilen auf Rechtsfortbildung beruhen. Hierzu zählt etwa der Folgenbeseitigungsanspruch, der sich auf die Beseitigung rechtswidriger Folgen hoheitlichen Handelns ebenso richtet wie der enteignungsgleiche Eingriff, der rechtswidrige faktische Eigentumsbeeinträchtigungen oder rechtsfehlerhafte Konkretisierungen der Sozialbindung von Eigentum ausgleicht.
Zum Anspruchssystem des Staatshaftungsrechts zählen weiterhin Enteignungs- und Billigkeitsentschädigungen. Ebenfalls umfasst es gewohnheitsrechtliche Aufopferungsansprüche, etwa den enteignenden Eingriff, der bei unvorhersehbaren, atypischen und unzumutbaren Eigentumsbeschränkungen zur Entschädigung verpflichtet. Außerdem können aus öffentlich-rechtlichen Sonderverbindungen herrührende staatliche Obhuts- und Fürsorgeverletzungen zu Ansprüchen führen, ebenso wie die Schaffung und Realisierung verschuldensunabhängiger Gefahrenlagen, die Ansprüche aus spezialgesetzlich geregelter Gefährdungshaftung auslösen.

## Entstehungsgeschichte
Das deutsche Staatshaftungsrecht ist im Gesetz lediglich in Grundzügen geregelt. Eine Schlüsselnorm stellt § 839 BGB dar, der aus der Zeit des Kaiserreichs stammt und die persönliche Haftung von Amtsträgern aus Deliktsrecht zum Gegenstand hat. Da diese Vorschrift insbesondere wegen ihres begrenzten Haftungsumfangs häufig in der rechtspolitischen Kritik stand, entstanden mehrere Entwürfe zur Neuregelung des Staatshaftungsrechts. Einen Höhepunkt dieser Entwicklung stellt das Staatshaftungsgesetz dar, das der westdeutsche Gesetzgeber zu Beginn der 1980er Jahre verabschiedet hatte und das am 1. Januar 1982 in Kraft trat. Dieses Gesetz wurde jedoch durch das Bundesverfassungsgericht bereits am 19. Oktober 1982 für verfassungswidrig und nichtig erklärt, da es dem Bund an einer entsprechenden Gesetzgebungskompetenz fehlte. Mit Wirkung zum 5. November 1994 wurde dem Bund durch Art. 74 Abs. 1 Nr. 25 GG eine konkurrierende Gesetzgebungskompetenz für das Staatshaftungsrecht eingeräumt. Nunmehr könnte der Bund das Staatshaftungsrecht mit Zustimmung des Bundesrats nach Maßgabe des Art. 72 Abs. 2 GG neu regeln. Entsprechende Vorstöße gab es bislang jedoch nicht, weshalb es bei fragmentarischen Regelungen geblieben ist. Daher wurde das Staatshaftungsrecht zu großen Teilen durch richterliche Rechtsfortbildung weiterentwickelt. Bei den gesetzlich normierten Ansprüchen zeigt sich dies in zahlreichen Analogien und teleologischen Reduktionen, um planwidrige Lücken zu schließen und als nicht mehr zeitgemäß empfundene Regelungen zu korrigieren. Andere Ansprüche wurden durch die Rechtsprechung erst konstruiert.
In der DDR wurde das Staatshaftungsrecht durch das Gesetz zur Regelung der Staatshaftung vom 12. Mai 1969 geregelt. Dessen zentrale Anspruchsgrundlage enthielt einen verschuldensunabhängigen Anspruch auf Schadensersatz bei der rechtswidrigen Verletzung eines Bürgers oder seines persönlichen Eigentums durch Hoheitshandeln. Im Übrigen wies sie Parallelen zu § 839 BGB auf. Nach der Wiedervereinigung galt das Gesetz aufgrund des Einigungsvertrags vom 31. August 1990 in den fünf neuen Bundesländern und Ost-Berlin zunächst mit Modifikationen als Landesrecht fort. In Berlin, Sachsen und Mecklenburg-Vorpommern wurde es später ersatzlos aufgehoben. Auch Sachsen-Anhalt hob das Staatshaftungsgesetz auf, ersetzte es jedoch durch ein neues Entschädigungsgesetz. In Brandenburg und Thüringen gilt das Staatshaftungsgesetz der DDR indessen bis heute fort.
Der zu beschreitende Rechtsweg variiert zwischen den unterschiedlichen Anspruchsgrundlagen. Traditionell fallen staatshaftungsrechtliche Ansprüche in die Zuständigkeit der Zivilgerichtsbarkeit. Dies hat zum einen rechtsdogmatische Gründe, zum anderen bot die Zivilgerichtsbarkeit im Zeitpunkt der Entstehung des BGB einen umfassenderen Rechtsschutz als die Verwaltungsgerichtsbarkeit, die in vergleichsweise geringem Maß entwickelt war. Allerdings haben die Verwaltungsgerichtsbarkeit und die Sozialgerichtsbarkeit Anspruchsgrundlagen konstruiert, die in ihre Zuständigkeit fallen, etwa den allgemeinen Folgenbeseitigungsanspruch und den sozialrechtlichen Herstellungsanspruch.

## Amtshaftung, § 839 Abs. 1 S. 1 BGB in Verbindung mit Art. 34 S. 1 GG
§ 839 Abs. 1 S. 1 BGB normiert in Verbindung mit Art. 34 S. 1 GG den allgemeinen Amtshaftungsanspruch. Hierbei handelt es sich um einen deliktischen Schadensersatzanspruch, der die öffentliche Hand zum Ersatz der Schäden verpflichtet, die durch eine schuldhafte Amtspflichtverletzung verursacht werden.

### Entstehungsgeschichte
§ 839 BGB trat am 1. Januar 1900 in Kraft und blieb seitdem inhaltlich im Wesentlichen unverändert. Gewandelt hat sich jedoch sein normatives Umfeld, wodurch sich der Anspruchsgegner veränderte: Im Deutschen Kaiserreich stellte § 839 BGB grundsätzlich die alleinige Rechtsgrundlage des Amtshaftungsanspruchs dar. Hiernach haftete der Beamte persönlich auf Schadensersatz. Dies beruhte auf der Überlegung, dass pflichtwidriges Handeln eine individuelle Überschreitung des anvertrauten Mandats durch einen Beamten darstellte, für die der Staat nicht verantwortlich gemacht werden konnte. Die deutschen Länder besaßen jedoch gemäß Art. 77 des Einführungsgesetzes zum Bürgerlichen Gesetzbuche die Möglichkeit, anstelle der persönlichen Beamtenhaftung eine Haftung des Landes einzuführen. Dies sollte den Geschädigten vor dem Insolvenzrisiko des Beamten schützen und zugleich das Haftungsrisiko des Beamten verringern. Von der Möglichkeit der Haftungsüberleitung machten die meisten Länder Gebrauch. Art. 131 der Weimarer Reichsverfassung (WRV) erhob die Überleitung der Beamtenhaftung auf den Staat zur Regel, sodass deutschlandweit anstelle des Beamten die Körperschaft haftete, die diesen angestellt hatte. Der Parlamentarische Rat, der zwischen 1948 und 1949 das Grundgesetz erarbeitete, griff diese Haftungsüberleitung auf und normierte sie in Art. 34 S. 1 GG mit lediglich geringfügigen inhaltlichen Änderungen gegenüber dem Vorbild. Daher ergibt sich der allgemeine Amtshaftungsanspruch gegenwärtig aus § 839 BGB in Verbindung mit Art. 34 S. 1 GG.
Der Amtshaftungsanspruch richtet sich gegen die Körperschaft, in deren Dienst der Beamte steht, dem eine Amtspflichtverletzung vorgeworfen wird. Hat dieser keinen Dienstherrn, etwa weil es sich beim Beamten um einen Beliehenen handelt, haftet die Körperschaft, die dem Amtsträger eine Aufgabe anvertraut hat.

### Handeln eines Beamten in Ausübung eines Amts
Ein Anspruch auf Amtshaftung knüpft an das Handeln eines Beamten an. Als Beamter gilt, wer eine hoheitliche Tätigkeit ausübt. § 839 Abs. 1 BGB gebraucht den Begriff des Beamten somit im haftungsrechtlichen Sinn. Als Beamte gelten daher nicht lediglich solche Personen mit Beamtenstatus, sondern auch Angestellte der öffentlichen Hand. Auch Privatpersonen, die im Aufgabenkreis eines Hoheitsträgers tätig wird, sind Beamte im haftungsrechtlichen Sinn. Dies trifft beispielsweise auf Personen zu, die mit einer öffentlichen Aufgabe beliehen werden, etwa TÜV-Prüfer. Ebenfalls als Beamter gilt der Verwaltungshelfer, der eine unselbstständige Hilfstätigkeit für die öffentliche Hand ausführt, so etwa ein Schülerlotse. Schließlich kann auch ein selbstständig Handelnder als Beamter gelten, soweit eine Behörde diesen zur Erfüllung ihrer Aufgaben einsetzt. Dies trifft etwa auf einen Abschleppunternehmer zu, der im Auftrag der Polizei ein Fahrzeug abschleppt.
Das weite Verständnis des Beamtenbegriffs im Rahmen des Amtshaftungsanspruchs beruht auf dem Einfluss des Art. 34 GG. Dieser verwendet, anders als § 839 BGB, nicht den Begriff Beamter, sondern knüpft unabhängig vom Status einer Person an die Wahrnehmung einer öffentlichen Aufgabe an. Hierdurch soll dem Staat jedes Verhalten zugerechnet werden können, das im Zusammenhang mit einer solchen Aufgabe steht. Auf die Haftung soll es keinen Einfluss haben, in welchen Rechtsverhältnis der Hoheitsträger beschäftigt wird. Da Art. 34 GG als Verfassungsrecht vorgeht, legt die Rechtswissenschaft den Begriff des Beamten in § 839 BGB durch die Figur des Beamten im haftungsrechtlichen Sinn verfassungskonform erweiternd aus.
§ 839 BGB knüpft an das Handeln eines Beamten an, der deutsche Hoheitsgewalt ausübt. Keine Anwendung findet er daher auf das Handeln von Organen und Bediensteten der Europäischen Union. Hierfür ist Art. 340 Abs. 2 des Vertrags über die Arbeitsweise der Europäischen Union (AEUV) einschlägig, der einen verschuldensunabhängigen Schadensersatzanspruch gegen die Union normiert.
Das Beamtenhandeln muss in Ausübung eines öffentlichen Amts erfolgen. Dies trifft zu, falls es in räumlich-zeitlicher Beziehung zur Erfüllung einer hoheitlichen Aufgabe steht und als Bestandteil eines hoheitlich geprägten Sachverhalts erscheint. Hieran fehlt es etwa bei privatrechtlichem Handeln eines Hoheitsträgers, etwa auf Basis eines Bürgschaftsvertrags (§ 765 BGB). Ein öffentliches Amt wird ebenfalls nicht ausgeübt, wenn ein Polizist einen Dienstwagen zu privaten Zwecken nutzt.

### Amtspflichtverletzung
Eine Haftung nach § 839 BGB erfordert weiterhin die Verletzung einer Amtspflicht. Hierbei handelt es sich um eine Pflicht, die einen Amtsträger gegenüber seinem Dienstherrn trifft. Amtspflichten ergeben sich insbesondere aus Gesetzen, Verwaltungsvorschriften und Weisungen. Nicht jede Amtspflicht eignet sich allerdings, Ansprüche Dritter zu begründen. Dies kommt lediglich bei Pflichten in Betracht, die zumindest auch den Schutz des Anspruchsstellers bezwecken. Keinen Amtshaftungsanspruch kann daher die Verletzung einer Pflicht begründen, die lediglich dem Schutz der Allgemeinheit oder eines anderen Hoheitsträgers dient.
Um eine inhaltlich umfangreiche drittschützende Amtspflicht handelt es sich bei der Pflicht zu gesetzmäßigem Handeln. Diese wurzelt in der durch Art. 20 Abs. 3 GG normierten Bindung der öffentlichen Gewalt an das Gesetz. Sie verpflichtet Beamte dazu, in Ausübung hoheitlicher Tätigkeiten nicht gegen geltendes Recht zu verstoßen. Dies verbietet beispielsweise die Verletzung eines fremden Rechtsguts. Auch muss ein Amtsträger seinen Verkehrssicherungspflichten nachkommen. Hiergegen verstößt beispielsweise eine Gemeinde, welche die Instandhaltung ihrer Verkehrswege vernachlässigt. Zweifelt ein Amtsträger an der Rechtmäßigkeit einer Rechtsnorm, die er im Rahmen seiner Tätigkeit anwenden soll, muss er sich um deren gerichtliche Überprüfung bemühen. Hält etwa eine Baugenehmigungsbehörde einen Bebauungsplan für nichtig, darf sie diesen nicht ohne weiteres vollziehen, sondern muss sich darum bemühen, dass die Rechtmäßigkeit des Plans geklärt wird. Schließlich muss ein Amtsträger Rechtsnormen in vertretbarer Weise auslegen und sein Ermessen fehlerfrei ausüben.
Um eine weitere Amtspflicht handelt es sich bei der Pflicht zu möglichst effizientem Handeln. Gegen diese Pflicht verstößt beispielsweise ein Beamter, der eine Entscheidung schuldhaft verzögert. Schließlich müssen Beamte Bürgern richtige Auskünfte erteilen und diese in angemessener Weise aufklären und beraten.
Ausschließlich im Allgemeininteresse handelt der Gesetzgeber bei der Gesetzgebung. Daher löst der Erlass eines rechtswidrigen Gesetzes grundsätzlich keine Schadensersatzpflicht nach § 839 BGB aus. Eine solche kommt lediglich in Ausnahmefällen in Betracht, etwa bei vorhabenbezogener Legalplanung.

### Verschulden
Der handelnde Beamte muss die Amtspflichtverletzung verschuldet haben. Dies setzt gemäß § 276 Abs. 1 BGB voraus, dass ihm Vorsatz oder Fahrlässigkeit vorzuwerfen ist. Vorsätzlich handelt, wer den Verstoß gegen eine Amtspflicht erkennt und zumindest billigend in Kauf nimmt. Fahrlässig gemäß § 276 Abs. 2 BGB handelt, wer die Pflichtwidrigkeit seines Handelns verkennt, weil er die im Verkehr erforderliche Sorgfalt außer Acht lässt.
Wendet ein Amtsträger eine Rechtsnorm fehlerhaft auf einen Einzelfall an, geschieht dies fahrlässig, falls er höchstrichterliche Rechtsprechung außer Acht lässt oder eindeutigen Norminhalt verkennt. Ist eine Norm allerdings mehrdeutig und durch die Rechtsprechung noch nicht erschlossen, handelt der Beamte nicht fahrlässig, wenn er die Norm in rechtlich vertretbarer Weise auslegt. Gemäß der Kollegialgerichtsrichtlinie trifft einen Beamten weiterhin grundsätzlich kein Verschulden, wenn ein Kollegialgericht dessen Verhalten fälschlich als rechtmäßig bewertet. Dies beruht auf der Erwägung, dass von einem Amtsträger nicht erwartet werden kann, über bessere Rechtskenntnisse als ein mit mehreren Richtern besetzter Spruchkörper zu verfügen.
Kann eine Behörde einer Pflicht nicht nachkommen, weil sie in sachlicher oder personeller Hinsicht nicht hinreichend ausgestattet ist, stellt dieser Organisationsmangel auch ohne persönliches Verschulden eines Behördenmitarbeiters ein Organisationsverschulden dar.

### Schaden
Schließlich muss als Folge der Amtspflichtverletzung ein Schaden eingetreten sein. Ein Schaden stellt eine unfreiwillige Einbuße an einem rechtlich geschützten Gut dar. Welche Posten als Schaden ersatzfähig sind, beurteilt sich grundsätzlich nach allgemeinem Schadensersatzrecht (§ 249 – § 254 BGB).
Gemäß § 249 Abs. 1 BGB ist der Schädiger verpflichtet, den Zustand wiederherzustellen, der bestünde, wäre das schädigende Ereignis nicht eingetreten. Die Höhe des Schadens ergibt sich daher nach der Differenzhypothese aus einem Vergleich der bestehenden Vermögenslage beim Anspruchssteller mit der, die bei rechtmäßigem Verhalten des Amtsträgers bestünde. Weist die letztgenannte Vermögenslage einen größeren Wert auf, liegt ein Schaden vor.
Nach allgemeinem Schadensrecht erfolgt die Wiederherstellung durch Naturalrestitution. Dies trifft jedoch nicht auf die Haftung nach § 839 BGB zu; diese richtet sich ausschließlich auf Ersatz in Geld. Dies beruht darauf, dass die Ersatzpflicht des Staats aufgrund der Haftungsübernahme nach Art. 34 S. 1 GG der Haftung entspricht, die den Beamten träfe. Dieser könnte einen Schaden, der aus einer Amtspflichtverletzung resultiert, jedoch im Regelfall nicht durch Naturalrestitution beseitigen, weswegen er lediglich auf Geldersatz haftete. Der ersatzfähige Schaden umfasst auch entgangene Gewinne (§ 252 BGB) und immaterielle Schäden (§ 253 BGB). Hierdurch ist der potentielle Anspruchsumfang eines Amtshaftungsanspruchs im Vergleich zu anderen Staatshaftungsansprüchen überdurchschnittlich groß.
Die erforderliche Kausalität zwischen Amtspflichtverletzung und Schaden liegt vor, wenn die schädigende Handlung nicht hinweggedacht werden kann, ohne dass der Schaden entfiele und dieser auch nicht so unvorhersehbar war, dass der Schädiger mit diesem nicht rechnen musste.

### Ausschlussgründe
§ 839 BGB schließt einen Anspruch aus Amtshaftung in bestimmten Fallgruppen aus.

#### Subsidiarität, § 839 Abs. 1 S. 2 BGB

##### Inhalt und Zweck
Handelt der Beamte lediglich fahrlässig, kann der Anspruchsteller eine staatliche Stelle gemäß § 839 Abs. 1 S. 2 BGB nicht im Wege der Amtshaftung in Anspruch nehmen, soweit er sich auf andere Weise schadlos halten kann. Dies trifft etwa zu, wenn neben der in Anspruch genommenen Stelle ein Dritter haftet, beispielsweise ein weiterer Schädiger. Bei der Subsidiaritätsklausel handelt es sich um ein negatives Tatbestandsmerkmal des Amtshaftungsanspruchs. Wer einen Anspruch aus Amtshaftung gerichtlich geltend macht, muss daher nachweisen, dass ihm lediglich der Staat als Schuldner haftet.
Mit § 839 Abs. 1 S. 2 BGB bezweckte der Gesetzgeber, das Haftungsrisiko des Beamten zu verringern, damit dieser nicht durch Furcht vor persönlicher Haftung in seiner Arbeit behindert wird. Da die Amtshaftung aufgrund von Art. 34 GG mittlerweile jedoch nicht den Beamten persönlich, sondern dessen Körperschaft trifft, ist dieser Schutzzweck überholt. Weil der Gesetzgeber die Subsidiaritätsklausel dennoch bislang nicht überarbeitet hat, entwickelte die Rechtswissenschaft durch teleologische Reduktion des § 839 Abs. 1 S. 2 BGB Fallgruppen, in denen die Norm nicht oder nur eingeschränkt zur Anwendung kommt.

##### Ausnahmen
Die Subsidiaritätsklausel gilt beispielsweise nicht, falls die Staatshaftung daran anknüpft, dass ein Amtsträger einen Verkehrsunfall verursacht hat. Diese Ausnahme beruht darauf, dass Personen, die am Straßenverkehr in gleicher Weise teilnehmen, auch in gleicher Weise haften sollen. Privilegiert haftet der Staat jedoch, falls der Amtsträger im Straßenverkehr Sonderbefugnisse in Anspruch nimmt, etwa solche gemäß § 35 der Straßenverkehrs-Ordnung. In diesem Fall tritt der Hoheitsträger anders als die übrigen Verkehrsteilnehmer im Straßenverkehr auf, sodass er auch haftungsrechtlich anders behandelt werden kann.
Weiterhin ist die Amtshaftung nicht subsidiär, falls die anderweitige Kompensationsmöglichkeit des Anspruchsstellers den Staat billigerweise nicht von seiner Haftung befreien soll. Dies trifft beispielsweise auf den Entgeltfortzahlungsanspruch zu, der sozialpolitische Zwecke verfolgt. Gleiches gilt für Ansprüche, die dem Geschädigten gegen dessen Versicherung zustehen.
Schließlich findet das Subsidiaritätsprinzip keine Anwendung, falls sich der alternative Anspruch des Geschädigten ebenfalls gegen einen Hoheitsträger richtet. Dies beruht darauf, dass die öffentliche Hand aufgrund der Haftungsüberleitung nach Art. 34 GG einen einheitlichen Haftungsadressaten darstellt.

#### Richterspruchprivileg, § 839 Abs. 2 BGB
Knüpft der Amtshaftungsanspruch daran an, dass ein Richter im Rahmen einer Entscheidung in einer Rechtssache einen Fehler begangen hat, haftet der Staat gemäß § 839 Abs. 2 S. 1 BGB lediglich dann, wenn das Handeln des Richters einen Straftatbestand verwirklicht. Als Delikte kommen insbesondere Rechtsbeugung (§ 339 StGB), Vorteilsannahme (§ 331 Abs. 2 StGB) und Bestechlichkeit (§ 332 Abs. 2 StGB) in Frage.
Begriff und Verständnis der Vorschrift haben sich allerdings im Lauf der Zeit gewandelt: War zunächst ganz allgemein vom Richterprivileg die Rede, änderte sich dies sodann zum Spruchrichterprivileg und schließlich zum Richterspruchprivileg. Die Rechtsnorm bezweckt den Schutz der Rechtskraft gerichtlicher Entscheidungen. Da eine gerichtliche Entscheidung dazu dient, einen Sachverhalt abschließend zu regeln, soll sich deren Nachprüfung im Rahmen eines staatshaftungsrechtlichen Prozesses auf außergewöhnliche Fälle beschränken. Das Richterspruchprivileg wird in der rechtswissenschaftlichen Literatur zum Teil sehr kritisch gesehen.
Im Haftungsprozess muss der Anspruchssteller beweisen, dass sein Amtshaftungsanspruch nicht aufgrund des Richterprivilegs ausgeschlossen ist. Er muss also nachweisen, dass ein Richter den objektiven und subjektiven Tatbestand einer Strafnorm erfüllt hat.

#### Vorrang des Primärrechtsschutzes, § 839 Abs. 3 BGB
Ein Amtshaftungsanspruch ist weiterhin gemäß § 839 Abs. 3 BGB ausgeschlossen, wenn es der Geschädigte vorsätzlich oder fahrlässig unterlassen hat, den Schaden durch Gebrauch eines Rechtsmittels im Wege des Primärrechtsschutzes abzuwenden. Dieser Ausschlussgrund soll das Haftungsrisiko von Beamten verringern. Daher ist die Berechtigung dieser Vorschrift seit der Haftungsüberleitung auf den Staat ebenso wie die der Subsidiaritätsklausel umstritten.

### Prozessuales
Ein Anspruch aus Amtshaftung verjährt innerhalb der regelmäßigen Verjährungsfrist, die gemäß § 195 BGB drei Jahre beträgt. Die Verjährung beginnt gemäß § 199 Abs. 1 BGB grundsätzlich mit Ablauf des Jahres, in dem der Anspruch entstanden ist und der Geschädigte erfährt oder grob fahrlässig verkennt, dass die Tatbestandsvoraussetzungen des Amtshaftungsanspruchs vorliegen. Grobe Fahrlässigkeit liegt vor, falls der Anspruchsinhaber allgemein zugängliche Informationen nicht beachtet, naheliegende Fragen nicht stellt oder naheliegende Überlegungen nicht anstellt.
Für den Amtshaftungsanspruch ist gemäß § 71 Abs. 2 Nr. 2 des Gerichtsverfassungsgesetzes (GVG) der Zivilrechtsweg eröffnet. Grundsätzlich prüft das Zivilgericht eigenständig die Rechtmäßigkeit des Beamtenhandelns. Sofern diesbezüglich jedoch bereits eine verwaltungsgerichtliche Entscheidung erging, ist das Zivilgericht an deren Inhalt gebunden, soweit er gemäß § 121 VwGO in Rechtskraft erwächst.

### Konkurrenzen
Der allgemeine Amtshaftungsanspruch steht in freier Konkurrenz neben Ansprüchen aus Gefährdungshaftung. Gleiches gilt für Entschädigungsansprüche. Er ist subsidiär gegenüber anderen Ansprüchen, welche die Schadensersatzhaftung für Amtspflichtverletzungen regeln. Um derartige speziellere Normen handelt es sich beispielsweise bei § 19 der Bundesnotarordnung, der die Haftung für Amtspflichtverletzungen von Notaren regelt. Ebenfalls spezieller als § 839 BGB ist § 839a BGB, der Bestimmungen zur Haftung gerichtlicher Sachverständiger enthält.

### Regress gegen den Amtsträger
Gemäß Art. 34 S. 2 GG können Regelungen geschaffen werden, kraft derer der Amtsträger im Fall vorsätzlichen oder grob fahrlässigen Handelns in Regress genommen werden darf, soweit die Anstellungskörperschaft für den Schaden gegenüber dem Dritten aufkommt. Gesetzliche Rückgriffsansprüche ergeben sich gegen Personen mit Beamtenstatus aus den Beamtengesetzen (§ 48 des Beamtenstatusgesetzes, § 75 des Bundesbeamtengesetzes) und für Arbeitnehmer aus ihrem Arbeits- und Tarifvertrag. Bei Richtern werden die Bestimmungen des Beamtenrechts gemäß § 46, § 71 des Deutschen Richtergesetzes sinngemäß angewandt. Gegen Soldaten besteht ein Regressanspruch aus § 24 Abs. 1 des Soldatengesetzes. Private, die für den Staat auf Basis eines Schuldverhältnisses tätig werden, können aus ihrer schuldrechtlichen Beziehung in Anspruch genommen werden. In Nordrhein-Westfalen können gemäß § 43 Abs. 4 ferner der Gemeindeordnung Mitglieder des Gemeinderats in Regress genommen.

## Enteignung und ausgleichspflichtige Inhalts- und Schrankenbestimmung
Gemäß der Junktimklausel des Art. 14 Abs. 3 S. 2 GG darf eine Enteignung lediglich dann erfolgen, sofern das Gesetz, das die Enteignung anordnet oder zu ihr ermächtigt, eine angemessene Entschädigungsleistung vorsieht. Eine Enteignung liegt vor, falls ein Hoheitsträger einem Bürger zielgerichtet eine Eigentumsposition zur Erfüllung einer öffentlichen Aufgabe entzieht. Fehlt eine Entschädigungsregelung, ist das Gesetz, das die Enteignung ermöglicht, verfassungswidrig. Die Höhe der Entschädigung orientiert sich am Verkehrswert, den die entzogene Sache im Zeitpunkt der Enteignung hat. Sie kann den Verkehrswert jedoch auch übersteigen oder unterschreiten. Ebenfalls ersetzt werden die unmittelbaren Folgekosten der Enteignung, etwa die Kosten des Umzugs an einen neuen Ort. Gesetzlich vorgesehen ist die Enteignung insbesondere im Baurecht und im Infrastrukturrecht. Entsprechende Regelungen enthalten beispielsweise das Baugesetzbuch (BauGB), das Bundesfernstraßengesetz (FStrG) und das Landbeschaffungsgesetz (LBG).
Keine Entschädigungspflicht sieht das Grundgesetz vor, falls ein Hoheitsträger nicht enteignet, sondern lediglich Inhalt und Schranken des Eigentumsrechts bestimmt. Erweist sich ein derartiger Eingriff jedoch als besonders belastend, besteht nach der Rechtsprechung des Bundesverfassungsgerichts eine Pflicht zur Entschädigung, um das durch die Verfassung vorgegebene Verhältnismäßigkeitsprinzip zu wahren. Das Gericht formulierte dies erstmals in der Pflichtexemplar-Entscheidung von 1981. Diese hatte ein Gesetz zum Gegenstand, das zur Ablieferung eines Pflichtexemplars von jedem im Geltungsbereich des Gesetzes erscheinenden Druckwerk ohne Kostenerstattung anordnete. Das Gericht urteilte, dass die Belastung von Verlegern teurer Kleinauflagen derart belastet, dass es diese in ihrem Eigentumsrecht verletzt, sofern es diese nicht entschädigt. Entsprechende Ausgleichsregelungen finden sich insbesondere im Recht des Umweltschutzes, des Denkmalschutzes, des Bauplanungsrechts und des Wegerechts.

## Enteignender Eingriff
Der Anspruch aus enteignendem Eingriff ist gesetzlich nicht normiert, gewohnheitsrechtlich jedoch anerkannt. Als dogmatische Grundlage betrachteten die Zivilgerichte zunächst die Garantie des Eigentums durch Art. 14 GG. Nachdem das Bundesverfassungsgericht diese Herleitung im Nassauskiesungsbeschluss von 1981 verwarf, stützten die Zivilgerichte den enteignenden Eingriff auf den gewohnheitsrechtlich anerkannten Aufopferungsgedanken, der in §§ 74, 75 der Einleitung zum Preußischen Allgemeinen Landrecht (ALR) zum Ausdruck kam. Der Anspruch zielt auf Entschädigung in Geld. Er erfüllt im öffentlichen Recht die Funktion, die der nachbarrechtliche Ausgleichsanspruch aus § 906 Abs. 2 S. 2 BGB im Zivilrecht besitzt.

### Voraussetzungen und Rechtsfolgen
Ein Anspruch aus enteignendem Eingriff setzt voraus, dass hoheitliches Handeln unmittelbar zu einer Beeinträchtigung eines von Art. 14 GG geschützten Rechtsguts führt. Hierzu zählen etwa Privateigentum, beschränkt dingliche Rechte, Forderungen und Immaterialgüterrechte. Als Beeinträchtigungen kommen Ereignisse in Frage, welche die Brauchbarkeit des Eigentums beeinträchtigen. Als tatbestandsmäßig bewertete die Rechtsprechung beispielsweise den rechtmäßigen Betrieb einer Deponie, die Vögel anlockte, welche Saat auf einer benachbarten Agrarfläche beschädigten.
Weiterhin muss das hoheitliche Handeln unmittelbar einen Nachteil auf Seiten des Anspruchsstellers herbeiführen. Als ein solcher kommt etwa die Beschädigung eines sichergestellten Fahrzeugs durch Vandalismus in Frage. Die erforderliche Unmittelbarkeit besteht, falls zwischen Eingriff und Folge ein innerer Zusammenhang besteht. Dieser beurteilt sich anhand einer wertenden Zurechnung der Schadensfolgen nach Verantwortungs- und Risikobereichen: insbesondere muss das Risiko des Nachteilseintritts bereits im Eingriff angelegt sein. Dies verneinte die Rechtsprechung im Beispielfall des Vandalismus, weil dieser eine unvorhersehbare und durch das Dazwischentreten Dritter geschaffene Eingriffsfolge darstellte.
Schließlich muss sich der Nachteil aus Sicht des Anspruchsstellers als ein Sonderopfer erweisen. Ein Sonderopfer liegt vor, falls die Beeinträchtigung über das ihm gesetzlich Abverlangte deutlich hinausgeht. Die Opfergrenze beurteilt das erkennende Gericht gemäß § 287 Abs. 1 S. 1 der Zivilprozessordnung nach freiem Ermessen anhand der Umstände des Einzelfalls. Eine Überschreitung der Opfergrenze nahm die Rechtsprechung beispielsweise an, als Straßenarbeiten einen benachbarten Betrieb zum Erliegen brachte.

### Konkurrenzen
Der Anspruch wird durch geschriebene Entschädigungsansprüche verdrängt. Vorrangige Regelungen enthalten beispielsweise die allgemeinen Gefahrenabwehrgesetze der Länder, die einen Anspruch auf Entschädigung zubilligen, falls ein Bürger durch die Inanspruchnahme als Nichtstörer einen Schaden erleidet. Einen solchen Anspruch normiert beispielsweise Art. 87 Abs. 1 des bayerischen Polizeiaufgabengesetzes (PAG). Nach vorherrschender Auffassung in der Rechtswissenschaft finden derartige Anspruchsgrundlagen analoge Anwendung auf die Inanspruchnahme eines Anscheinsstörers, sofern diesem der Anschein einer Gefahr nicht zuzurechnen ist. Der Anwendungsbereich des enteignenden Eingriffs beschränkt sich infolgedessen im Wesentlichen auf atypische Realakte, die nicht durch geschriebene Ansprüche erfasst werden.
Strittig ist in der Rechtswissenschaft, ob das Institut des enteignenden Eingriffs nach der Pflichtexemplarentscheidung überhaupt noch eine Daseinsberechtigung hat. Hiergegen wird angeführt, dass die Anerkennung der ebenfalls auf Entschädigung wegen Eigentumseingriffs gerichteten ausgleichspflichtigen Inhalts- und Schrankenbestimmung den enteignenden Eingriff verdrängte. Zugunsten des Fortbestehens des Anspruchs aus enteignendem Eingriff wird argumentiert, dass eine Entschädigung bei der ausgleichspflichtigen Inhalts- und Schrankenbestimmung aufgrund des Gesetzesvorbehalts nur auf gesetzlicher Grundlage in Betracht kommt. Unterließe es der Gesetzgeber, entsprechende Entschädigungsregelungen zu schaffen, benachteiligte dies den Bürger. Dies widerspräche der Funktion des Gesetzesvorbehalts.

### Prozessuales
Ein Anspruch aus enteignendem Eingriff wird gemäß § 40 Abs. 2 S. 1 VwGO vor den Zivilgerichten geltend gemacht. Teilweise wird dies in der Literatur bestritten. Er verjährt innerhalb der regelmäßigen Verjährungsfrist.

## Enteignungsgleicher Eingriff
Ein Entschädigungsanspruch kann sich weiterhin aus einem enteignungsgleichen Eingriff ergeben. Dieser beruht wie der Anspruch aus enteignendem Eingriff auf dem gewohnheitsrechtlich anerkannten Aufopferungsgedanken.

### Voraussetzungen und Rechtsfolgen
Ein Anspruch aus enteignungsgleichem Eingriff setzt voraus, dass ein Hoheitsträger rechtswidrig in eine durch Art. 14 GG geschützte Rechtsposition eingreift. Weiterhin muss der Eingriff zu einer unmittelbar nachteiligen Folge für den Anspruchssteller führen, die sich aus dessen Sicht als Sonderopfer darstellt. Das Vorliegen eines Sonderopfers wird durch seine Rechtswidrigkeit indiziert, da eine rechtswidrige Inanspruchnahme über das hinausgeht, was die Rechtsordnung dem Bürger abverlangt.
Ein enteignungsgleicher Eingriff kann in jeder rechtswidrigen Eigentumsverletzung durch einen Hoheitsträger liegen. Als tatbestandsmäßig bewertete es die Rechtsprechung beispielsweise, dass eine Ampel ein falsches Signal gab, wodurch es zu einem Unfall kam. Ebenfalls als enteignungsgleichen Eingriff beurteilte sie die Verursachung eines Waldbrands durch eine Schießübung der Bundeswehr.

### Konkurrenzen
Erfüllt eine Eigentumsverletzung zugleich die Voraussetzungen des Amtshaftungsanspruchs nach § 839 Abs. 1 S. 1 BGB in Verbindung mit Art. 34 S. 1 GG, besitzt der Anspruch aus enteignungsgleichem Eingriff keine eigenständige Bedeutung. Aufgrund ihrer unterschiedlichen Herleitung stehen beide Ansprüche zueinander in freier Konkurrenz. Eigenständige Bedeutung erlangt der Anspruch aus enteignungsgleichem Eingriff, falls die Voraussetzungen des Amtshaftungsanspruchs nicht vorliegen oder falls der Anspruchssteller diese nicht nachweisen kann.
Der enteignungsgleiche Anspruch wird durch geschriebene Entschädigungsansprüche verdrängt. Entsprechende Ansprüche enthalten beispielsweise die allgemeinen Gefahrenabwehrgesetze der Länder. So verpflichtet etwa § 39 Abs. 1 lit. b des Ordnungsbehördengesetzes von Nordrhein-Westfalen den Behördenträger zur Entschädigung, falls eine Ordnungsbehörde jemanden durch rechtswidrige Inanspruchnahme schädigt.

### Prozessuales
Ein Anspruch aus enteignungsgleichem Eingriff wird gemäß § 40 Abs. 2 S. 1 VwGO vor den Zivilgerichten geltend gemacht. Teilweise wird dies in der Literatur bestritten. Er verjährt innerhalb der regelmäßigen Verjährungsfrist.

## Aufopferungsanspruch
Der ungeschriebene allgemeine Aufopferungsanspruch beruht wie der enteignende und der enteignungsgleiche Eingriff auf dem Aufopferungsgedanken. Er richtet sich auf Gewährung einer angemessenen Entschädigung in Geld.
Ein Aufopferungsanspruch setzt voraus, dass ein Hoheitsträger rechtmäßig oder rechtswidrig in Leben, Gesundheit, körperliche Unversehrtheit oder Bewegungsfreiheit eines Bürgers eingreift und dieser Eingriff eine Beeinträchtigung verursacht, die sich aus Sicht des Anspruchsstellers als Sonderopfer zugunsten der Allgemeinheit darstellt. Ist der Eingriff rechtswidrig, wird das Vorliegen eines Sonderopfers indiziert.
Der Aufopferungsanspruch ist gegenüber spezielleren Ansprüchen subsidiär. Solche Ansprüche normieren beispielsweise § 60 des Infektionsschutzgesetzes für Impfschäden und § 1 des Strafverfolgungsentschädigungsgesetzes für nachträglich aufgehobene oder abgeänderte Strafurteile. Darüber hinaus tritt ein Aufopferungsanspruch hinter anderweitige Kompensationsmöglichkeiten zurück, soweit diese das beeinträchtigte Interesse des Anspruchsstellers ausgleichen. Um derartige Kompensationen kann es sich beispielsweise bei Sozialleistungen handeln.
Für den Anspruch ist gemäß § 40 Abs. 2 S. 1 VwGO der Zivilrechtsweg eröffnet. Er verjährt innerhalb der regelmäßigen Verjährungsfrist.

## Folgenbeseitigungsanspruch
Mithilfe des Folgenbeseitigungsanspruchs können die rechtswidrigen Folgen eines hoheitlichen Eingriffs in ein subjektives Recht beseitigt werden. Anders als zahlreiche andere Rechtsinstitute des Staatshaftungsrechts, die auf Geldersatzleistungen gehen, richtet sich der Anspruch auf naturale Wiederherstellung des ursprünglichen rechtmäßigen Zustands. Der Folgenbeseitigungsanspruch ist gesetzlich nicht normiert, jedoch in der Rechtswissenschaft anerkannt. Umstritten ist lediglich, ob er sich aus der Abwehrfunktion der Grundrechte ableitet, aus dem Rechtsstaatsprinzip (Art. 20 Abs. 3 GG) oder aus einer Analogie zu zivilrechtlichen Abwehransprüchen. Einigkeit besteht allerdings über die Tatbestandsvoraussetzungen des Anspruchs, sodass sich diese Streitfrage in der Rechtspraxis nicht auswirkt.

### Voraussetzungen und Rechtsfolgen
Ein Folgenbeseitigungsanspruch erfordert einen hoheitlichen Eingriff in den Rechtskreis eines Bürgers. Typischerweise erfolgt dieser durch Verwaltungsakte, Immissionen, die von öffentlichen Einrichtungen ausgehen, Ehrverletzungen durch hoheitliche Äußerungen sowie staatliches Informationshandeln. Ein hoheitlicher Eingriff in die Eigentumsgarantie liegt beispielsweise vor, falls eine Behörde einen Obdachlosen mittels Verwaltungsakts (Einweisungsverfügung) befristet in eine Privatwohnung einweist.
Weiterhin muss der Eingriff zu einem rechtswidrigen Zustand führen. Rechtswidrig ist ein Zustand, den der Betroffene nicht dulden muss. Duldungspflichten können sich beispielsweise aus Gesetz, aus Verwaltungsakt und aus Vertrag ergeben. Im Beispiel der Obdachloseneinweisung folgt die Duldungspflicht aus der Einweisungsverfügung. Sie entfällt, falls sich die Verfügung durch Zeitablauf oder auf andere Weise erledigt.
Schließlich muss der rechtswidrige Zustand im Zeitpunkt der Geltendmachung des Anspruchs fortbestehen. Dies trifft etwa zu, falls der Obdachlose nach Ablauf des in der Einweisungsverfügung bestimmten Zeitraums in der Wohnung verbleibt und eine neue Einweisungsverfügung nicht ergeht.
Liegen die Voraussetzungen des Folgenbeseitigungsanspruchs vor, kann der Bürger vom Hoheitsträger die Wiederherstellung des Zustands verlangen, der vor dem Eingriff bestand. Dies verpflichtet zur Beseitigung aller Folgen, die unmittelbar aus dem Eingriff resultieren. Das Merkmal der Unmittelbarkeit ist in hohem Maß durch eine wertende Zurechnung geprägt: Als unmittelbar gelten Folgen, die der handelnde Hoheitsträger bei seinem Handeln bezweckte oder die eine naheliegende Folge seines Handelns darstellen. Im Fall der Obdachloseneinweisung stellt es beispielsweise eine naheliegende Folge dar, dass sich der Obdachlose nach Ablauf der Einweisungsfrist in der Wohnung aufhält. Daher kann der Wohnungseigentümer verlangen, dass die Behörde eine Räumungsverfügung gegen diesen erlässt.
Der Folgenbeseitigungsanspruch ist ausgeschlossen, falls der Anspruchsgegner aus rechtlichen oder tatsächlichen Gründen nicht in der Lage ist, den rechtswidrigen Zustand zu beseitigen. Dieser Ausschlussgrund kommt insbesondere in Betracht, falls die Folgenbeseitigung voraussetzt, dass die Behörde in ein Recht eines anderen Bürgers eingreift. Der Ausweisung eines Obdachlosen kann beispielsweise dessen Recht auf körperliche Unversehrtheit (Art. 2 Abs. 2 S. 1 GG) entgegenstehen. Ebenfalls kann der Anspruchssteller keine Folgenbeseitigung verlangen, falls der hiermit verbundene Aufwand für den Hoheitsträger unzumutbar ist, etwa weil er das Interesse des Anspruchsstellers an der Wiederherstellung eines rechtmäßigen Zustands deutlich übersteigt.

### Prozessuales
Der Folgenbeseitigungsanspruch wird gemäß § 40 Abs. 1 S. 1 VwGO auf dem Verwaltungsrechtsweg durchgesetzt. In Betracht kommen vornehmlich die Anfechtungsklage, die allgemeine Leistungsklage und die Verpflichtungsklage.
Nach vorherrschender Auffassung in der Rechtswissenschaft unterliegt der Anspruch der Regelverjährung. Diese beginnt gemäß § 199 BGB Abs. 1 BGB mit dem Ende des Jahres, in dem der Geschädigte vom Vorliegen seiner Voraussetzungen Kenntnis erlangt oder dies fahrlässig verkennt. Sie beträgt gemäß § 195 BGB drei Jahre. Kennt der Geschädigte die Voraussetzungen nicht und kann ihm seine Unkenntnis auch nicht vorgeworfen werden, verjährt der Anspruch gemäß § 199 Abs. 3 Nr. 1 BGB spätestens innerhalb von zehn Jahren nach Eintritt des rechtswidrigen Zustands. Nach anderer Ansicht beträgt die Verjährungsfrist dreißig Jahre, was der Regelverjährung vor der Schuldrechtsreform von 2002 entspricht: Der Gesetzgeber habe es bewusst unterlassen, eine Regelung bezüglich der Verjährung des Anspruchs zu schaffen, weshalb davon auszugehen sei, er wollte diese durch die Reform nicht ändern.

### Konkurrenzen
Einige Gesetze kodifizieren Ansprüche, die auf dem allgemeinen Folgenbeseitigungsanspruch aufbauen. So muss beispielsweise gemäß § 29 Abs. 1 S. 1 des niedersächsischen Gesetzes über die öffentliche Sicherheit und Ordnung eine sichergestellte Sache herausgegeben werden, sobald die Voraussetzungen der Sicherstellung wegfallen. § 113 Abs. 1 S. 2 VwGO ermöglicht weiterhin, als Annex zu einer Anfechtungsklage die Beseitigung der Vollzugsfolgen des angefochtenen Verwaltungsakts zu verlangen. Diese Ansprüche gehen dem allgemeinen Folgenbeseitigungsanspruch vor. Mit den auf Geldersatz gerichteten Ansprüchen konkurriert der Folgenbeseitigungsanspruch, soweit sie sich auf dasselbe Anspruchsziel richten.

## Sozialrechtlicher Herstellungsanspruch
Beim sozialrechtlichen Herstellungsanspruch handelt es sich um einen Unterfall des öffentlich-rechtlichen Folgenbeseitigungsanspruchs, der Pflichtverletzungen von Sozialleistungsträgern kompensieren sollen. Er wurde durch das Bundessozialgericht entwickelt, nachdem sich die bislang anerkannten staatshaftungsrechtlichen Anspruchsgrundlagen als ungeeignet erwiesen, um den Interessenlagen innerhalb sozialrechtlicher Rechtsstreitigkeiten in vollem Umfang gerecht zu werden: Der Amtshaftungsanspruch erwies sich als oft unpraktikabel, da er dem Anspruchssteller die prozessuale Hürde auferlegt, einem Amtsträger Verschulden nachzuweisen. Mithilfe des allgemeinen Folgenbeseitigungsanspruchs kann der Anspruchssteller oft nicht sein begehrtes Ziel, den Erhalt einer Sozialleistung, erreichen, da sich der Anspruch lediglich auf die Wiederherstellung des status quo ante richtet.
Mithilfe des Herstellungsanspruchs kann derjenige, der durch einen Behördenfehler die Möglichkeit verliert, eine Sozialleistung zu fordern, von der Behörde die Herstellung des Zustands verlangen, der bestünde, wäre es nicht zu diesem Fehler gekommen. Der Herstellungsanspruch begründet also ein Anrecht auf den Erhalt der entgangenen Sozialleistung.
Weil der sozialrechtliche Herstellungsanspruch auf Rechtsfortbildung beruht, wird er durch gesetzliche Ausgleichstatbestände verdrängt.

## Öffentlich-rechtlicher Abwehr- und Unterlassungsanspruch
Der öffentlich-rechtliche Abwehr- und Unterlassungsanspruch ist gesetzlich nicht geregelt. Seine dogmatische Herleitung ist wie die des Folgenbeseitigungsanspruchs in der Rechtswissenschaft strittig. Allgemein anerkannt sind jedoch die Existenz des Anspruchs sowie seine Voraussetzungen. Der öffentlich-rechtliche Abwehr- und Unterlassungsanspruch steht in engem Zusammenhang mit dem Folgenbeseitigungsanspruch und ist diesem vorgelagert: Während sich der Folgenbeseitigungsanspruch gegen die Folgen eines Eingriffs richtet, dient der Abwehr- und Unterlassungsanspruch dazu, einen drohenden Eingriff zu verhindern (Unterlassung) oder einen laufenden Eingriff zu beenden (Abwehr).
Der Abwehr- und Unterlassungsanspruch besteht, falls ein eine Rechtsposition des Anspruchsstellers beeinträchtigendes staatliches Handeln bevorsteht oder andauert, den der Anspruchssteller nicht dulden muss. Von Bedeutung ist der Anspruch insbesondere im Bereich des staatlichen Informationshandelns, des Ehrschutzes und der Immissionen.

## Pflichtverletzung im öffentlich-rechtlichen Schuldverhältnis
Ein Schadensersatzanspruch gegen einen Hoheitsträger kann sich aus einer Analogie zu § 280 BGB ergeben. Diese Analogie leitet sich aus der Feststellung der Rechtsprechung ab, dass zwischen Bürger und Staat öffentlich-rechtlichen Näheverhältnisse bestehen können, die mit zivilrechtlichen Schuldverhältnissen vergleichbar sind. Durch die Übertragung schuldrechtlicher Haftungsmaßstäbe will die Rechtsprechung einen angemessenen Interessenausgleich erzielen.

### Voraussetzungen und Rechtsfolgen
Der Anspruch erfordert das Bestehen eines öffentlich-rechtlichen Schuldverhältnisses. Die hierfür erforderliche Nähebeziehung entsteht beispielsweise durch Abschluss eines öffentlich-rechtlichen Vertrags und durch Begründung eines Beamtenverhältnisses. Es entsteht weiterhin, falls ein Hoheitsträger eine Sache in Verwahrung nimmt, etwa infolge einer Sicherstellung. Schließlich kommt ein Schuldverhältnis im Rahmen eines öffentlich-rechtlichen Leistungs- und Benutzungsverhältnisses zustande, etwa durch Nutzung der öffentlichen Wasserversorgung.
Ein Anspruch analog § 280 BGB setzt weiterhin voraus, dass der Schuldner eine Pflicht aus dem Schuldverhältnis verletzt. Als solche kommen Leistungspflichten nach § 241 Abs. 1 BGB analog in Betracht sowie Rücksichtnahmepflichten nach § 241 Abs. 2 BGB analog. Eine Rücksichtnahmepflichtverletzung liegt etwa in der Beschädigung von Eigentum des Gläubigers.
Schließlich muss der Schuldner die Pflichtverletzung zu vertreten haben. Gemäß § 276 Abs. 1 BGB hat er vorsätzliches und fahrlässiges Handeln zu vertreten. Gemäß § 278 BGB muss der Schuldner nicht lediglich für eigenes Verhalten einstehen, sondern auch für das seiner gesetzlichen Vertreter und Erfüllungsgehilfen. Bei einem Erfüllungsgehilfen handelt es sich um eine Hilfsperson, welche bewusst zur Erfüllung einer eigenen Verbindlichkeit einsetzt wird, etwa einen Arbeitnehmer. Strittig ist in der Rechtswissenschaft, ob Obdachlose, die in fremden Wohnraum eingewiesen werden, Erfüllungsgehilfen des Staats darstellen.
Liegen die aufgezeigten Voraussetzungen vor, schuldet der in Anspruch genommene Hoheitsträger Ersatz aller Schäden, die durch seine Pflichtverletzung verursacht wurden.

### Konkurrenzen
Der Anspruch aus § 280 Abs. 1 S. 1 BGB steht in freier Konkurrenz zu anderen Ansprüchen. Die Haftung nach den Grundsätzen des Vertragsrechts besitzt aus Sicht des Anspruchsstellers den Vorteil, dass das Verschulden des Hoheitsträgers gemäß § 280 Abs. 1 S. 2 BGB analog vermutet wird. Ferner ist das Subsidiaritätsprinzip des § 839 Abs. 1 S. 2 BGB im Rahmen von § 280 BGB analog nicht anwendbar.

### Prozessuales
Gemäß § 40 Abs. 2 S. 1 VwGO entscheiden grundsätzlich Zivilgerichte über vertragliche Schadensersatzansprüche eines Bürgers gegen den Staat. Die Verwaltungsgerichte sind allerdings für Ansprüche aus Streitigkeiten im Rahmen von Beamtenverhältnissen und öffentlich-rechtlichen Verträgen zuständig. Nimmt der Staat einen Bürger in Anspruch, entscheidet hierüber stets die Verwaltungsgerichtsbarkeit.

## Öffentlich-rechtliche Geschäftsführung ohne Auftrag
Bei der öffentlich-rechtlichen Geschäftsführung ohne Auftrag handelt es sich um eine Analogie zum gleichnamigen Rechtsinstitut des Zivilrechts. Die Regeln der Geschäftsführung ohne Auftrag bezwecken das Finden eines sachgerechten Interessenausgleichs in Fällen, in denen eine Person ohne Auftrag oder sonstige Berechtigung im Rechtskreis eines anderen tätig wird. Hierzu begründen sie ein gesetzliches Schuldverhältnis, das Ansprüche auf Aufwendungsersatz, Schadensersatz und auf Herausgabe gibt.
Nach allgemeiner Auffassung in der Rechtswissenschaft lassen sich die Regeln der Geschäftsführung ohne Auftrag ins öffentliche Recht übertragen, falls ein Bürger im Rechtskreis eines Hoheitsträgers tätig wird. Dies trifft etwa zu, falls er ein Gewässer reinigt, für dessen Unterhalt ein Hoheitsträger zuständig ist. Strittig ist, ob die öffentlich-rechtliche Geschäftsführung ohne Auftrag auch im umgekehrten Fall in Frage kommt, in dem ein Hoheitsträger im Rechtskreis eines Bürgers tätig wird, etwa weil sie in dessen Interesse eine Gefahr abwehrt. Während die Rechtsprechung diese Möglichkeit grundsätzlich bejaht, wird sie in der Rechtslehre überwiegend abgelehnt, da sie zur Umgehung des öffentlichen Kostenrechts führt.
Eine Geschäftsführung begründet einen Anspruch auf Aufwendungsersatz, falls sie mit dem Willen der Behörde, oder – falls ein solcher Wille nicht festgestellt werden kann – in deren Interesse erfolgt. Dies kommt meist lediglich in Ausnahme- und Notfällen in Betracht, da sich das öffentliche Interesse im Regelfall darauf richtet, dass eine Aufgabe durch den zuständigen Hoheitsträger und nicht durch einen Privaten erfüllt wird. Ansprüche aus öffentlich-rechtlicher Geschäftsführung ohne Auftrag kommen beispielsweise in Betracht, falls eine Privatperson ein Fundtier versorgt.
Ein Ausgleich über die öffentlich-rechtliche Geschäftsführung ohne Auftrag kommt nicht in Betracht, falls speziellere Vorschriften den Ausgleich abschließend regeln. Um solche vorrangigen Regelungen handelt es sich beispielsweise bei den Bestimmungen zur Kostentragung im Recht der Verwaltungsvollstreckung oder bei der Kostenverteilung im Gefahrenabwehrrecht.
Für Ansprüche aus öffentlich-rechtlicher Geschäftsführung ohne Auftrag ist gemäß § 40 Abs. 1 S. 1 VwGO der Verwaltungsrechtsweg eröffnet.

## Gefährdungshaftung
In einigen Bereichen sieht das deutsche Recht eine verschuldensunabhängige Haftung auf Schadensersatz vor, die in der Rechtswissenschaft als Gefährdungshaftung bezeichnet wird. Diese zeichnet sich dadurch aus, dass sie kein Verschulden des Anspruchsgegners voraussetzt.
Ein Anspruch aus Gefährdungshaftung erfordert eine Rechtsgutsverletzung, die in Zusammenhang mit einem typischerweise gefährlichen Handeln des Anspruchsgegners steht. Zumeist knüpft die Gefährdungshaftung am Betrieb einer potentiell gefährlichen Einrichtung an, etwa eines Kraftfahrzeugs (§ 7 des Straßenverkehrsgesetzes) oder eines Luftfahrzeugs (§ 33 des Luftverkehrsgesetzes). Sie findet weiterhin Anwendung bei der Haftung für Tiergefahren (§ 833 S. 1 BGB) und Umweltschäden (§ 1 des Umwelthaftungsgesetzes) sowie im Verbraucherschutz (§ 1 Abs. 1 S. 1 des Produkthaftungsgesetzes).
Eine Gefährdungshaftung, die sich spezifisch auf öffentlich-rechtliche Sachverhalte bezieht, existiert nicht. Einige Stimmen in der Rechtswissenschaft bemühen sich daher darum, in Rechtsfortbildung entsprechende Anspruchsgrundlagen zu entwickeln. Die vorherrschende Auffassung in der Rechtswissenschaft steht dem ablehnend gegenüber: Nach Ansicht des Bundesgerichtshofs sei es dem Gesetzgeber vorbehalten, eine Gefährdungshaftung einzuführen. Die Lehre argumentiert, es gebe keinen Rechtssatz, an den man eine derartige Haftung anknüpfen könnte und aus dem man Tatbestandsmerkmale ableiten könnte. Auch fehle es angesichts der anderen Anspruchsgrundlagen des Staatshaftungsrechts an einem praktischen Bedürfnis nach einer öffentlich-rechtlichen Gefährdungshaftung.

## Öffentlich-rechtlicher Erstattungsanspruch
Der öffentlich-rechtliche Erstattungsanspruch dient zur Rückabwicklung von Vermögensverschiebungen, die ohne Rechtsgrund erfolgt sind. Er beruht auf Rechtsfortbildung. Die dogmatische Grundlage des Anspruchs ist umstritten. Einige Rechtswissenschaftler gehen davon aus, dass der Anspruch auf einer Analogie zum Bereicherungsrecht des BGB beruht. Andere leiten den Anspruch aus dem Prinzip der Gesetzmäßigkeit der Verwaltung ab, das im Rechtsstaatsprinzip des Art. 20 Abs. 3 GG wurzelt. Der Streit wird sich jedoch in der Praxis nicht aus, da der Anspruch und seine Voraussetzungen gewohnheitsrechtlich anerkannt ist.
Der Anspruch setzt eine Vermögensverschiebung im Rahmen einer öffentlich-rechtlichen Rechtsbeziehung voraus. Eine solche Beziehung liegt beispielsweise vor, wenn der Staat eine Gebühr erhebt oder eine Subventionsleistung gewährt. Diese Verschiebung muss ohne Rechtsgrund erfolgt sein. Dies trifft zu, falls der Anspruchsgegner keinen Anspruch auf das Behalten der Leistung hat. Liegen diese Voraussetzungen vor, schuldet der Anspruchsgegner die Herausgabe der erlangten Leistung.
Der Anspruch ist gegenüber geschriebenen Erstattungsansprüchen subsidiär. Solche Ansprüche existieren beispielsweise für die Rückgewähr von Leistungen, die auf Grundlage eines nachträglich aufgehobenen Verwaltungsakts gewährt wurden (§ 49a des Verwaltungsverfahrensgesetzes), von nicht geschuldeter Besoldungsleistungen (§ 12 Abs. 2 des Bundesbesoldungsgesetzes), von grundlos geleisteten Ausbildungsförderungsbezügen (§ 20 des Bundesausbildungsförderungsgesetzes) und von überbezahlten oder zu Unrecht erhobenen Gebühren (§ 21 des Bundesgebührengesetzes).
Für Ansprüche auf Erstattung ist gemäß § 40 Abs. 1 S. 1 VwGO der Verwaltungsrechtsweg eröffnet. Begehrt der Bürger Erstattung von einem Hoheitsträger, ist die allgemeine Leistungsklage statthafte Rechtsschutzform. Diese ist grundsätzlich auch statthaft, falls ein Hoheitsträger Erstattung begehrt. Sofern die Leistung allerdings durch Verwaltungsakt gewährt wurde, kann die Behörde nach der vorherrschenden Kehrseitentheorie auch mithilfe eines Leistungsbescheids gegen ihren Schuldner vorgehen.

## Plangewährleistung
Entschädigungsansprüche gegen den Staat können sich daraus ergeben, dass der Staat eine Planung vornimmt, die für einzelne zu erheblichen Belastungen führt. Hierzu kommt es typischerweise im Bereich der Wirtschafts- und der Raumplanung. Entwicklungen, die erhebliche Belastungen verursachen können, stellen etwa die Änderung von Steuern und Zollsätzen dar. Das Bedürfnis nach einem Ausgleichsanspruch ergibt sich derartigen Fällen daraus, dass Hoheitsträger durch Planung beim Bürger vertrauen erwecken. Dies kann den Bürger dazu verleiten, auf Grundlage eines bestimmten Planungsstands wirtschaftliche Aufwendungen zu tätigen.
Ändert ein Hoheitsträger seine Planung, kann dies das schutzwürdige Vertrauen des Bürgers derart stark enttäuschen, dass aus Billigkeitsgründen eine Kompensationsmöglichkeit geboten ist. Ein Anspruch auf Erhalt einer Planungslage besteht aufgrund des überwiegenden öffentlichen Interesses an der Veränderbarkeit von Plänen im Regelfall nicht. Soweit dies möglich ist, kann der Bürger allerdings verlangen, dass seine Interessen bei der Planung in angemessener Weise berücksichtigt werden. Soweit dies aus tatsächlichen oder rechtlichen Gründen ausgeschlossen ist, steht dem Bürger ein Anspruch auf Entschädigung zu, soweit dies erforderlich ist, um unbillige Härten zu vermeiden.
Ein entsprechender Anspruch ist beispielsweise in § 39 S. 1 des Baugesetzbuchs normiert. Hiernach ist der Träger eines Bebauungsplans zur Entschädigung verpflichtet, falls eine Person im Vertrauen auf den Bestand des Plans Aufwendungen tätigt und diese aufgrund einer Planänderung an Wert verlieren. § 74 Abs. 2 des Verwaltungsverfahrensgesetzes normiert einen Entschädigungsanspruch, soweit die Berücksichtigung privater Rechte bei der Planung nicht möglich ist. Ob darüber hinausgehend ein ungeschriebener Anspruch auf Plangewährleistung besteht und welche Tatbestandsvoraussetzungen er hat, ist in der Rechtswissenschaft noch nicht geklärt. Das Bundesverfassungsgericht hält einen solchen Anspruch für möglich, falls eine Abwägung zwischen den Interessen des Privaten und denen der Öffentlichkeit zugunsten des Privaten ausfällt. Der Bundesgerichtshof nimmt an, ein solcher Anspruch könne sich aus einer vertragsähnlichen Beziehung zwischen Bürger und Staat sowie aus dem Vertrauensschutz nach Art. 14 GG ergeben.

## Unionsrechtlicher Amtshaftungsanspruch
Der unionsrechtliche Amtshaftungsanspruch stellt einen Schadensersatzanspruch dar. Er wurde durch den Europäischen Gerichtshof durch Rechtsfortbildung im Francovich-Urteil von 1991 geschaffen und in nachfolgenden Entscheidungen weiterentwickelt. Er wurde für Fälle konzipiert, in denen jemand dadurch einen Schaden erleidet, dass ein Mitgliedsstaat der Union gegen Unionsrecht verstößt. Dogmatische Grundlage des Anspruchs stellen das Loyalitätsgebot aus Art. 4 Abs. 3 des Vertrags über die Europäische Union, der Amtshaftungsanspruch gegen die Union aus Art. 340 Abs. 2 AEUV sowie das Prinzip des effet utile dar.
Der unionsrechtliche Amtshaftungsanspruch setzt voraus, dass ein Hoheitsträger gegen eine Bestimmung des Unionsrechts verstößt, die zumindest auch ein Recht, Gut oder Interesse des Anspruchsstellers schützt. Dies trifft beispielsweise auf die Grundfreiheiten und die Bestimmungen des Beihilfenrechts zu. Weiterhin muss der Verstoß hinreichend qualifiziert sein, also offensichtlich sein und schwer wiegen. Die Rechtsprechung nimmt dies insbesondere in Fällen an, in denen ein Mitgliedsstaat eine europäische Richtlinie nicht fristgerecht umsetzt oder ein nationales Gericht Unionsrecht grob verkennt. Verursacht diese Rechtsverletzung einen Schaden, kann der Anspruchssteller Schadensersatz verlangen.
Die Rechtsfolgen des unionsrechtlichen Amtshaftungsanspruchs beurteilen sich grundsätzlich nach dem Staatshaftungsrecht der Mitgliedsstaaten. Somit beurteilt sich die unionsrechtliche Haftung in Deutschland nach § 839 BGB. Der Europäische Gerichtshof fordert allerdings, dass der Anspruch weder hinter den Amtshaftungsansprüchen des nationalen Rechts zurückbleibt noch so ausgestaltet wird, dass die effektive Durchsetzung des Unionsrechts gefährdet wird. Keine Anwendung finden aus dem letztgenannten Grund das Subsidiaritätsprinzip des § 839 Abs. 1 S. 2 BGB sowie das Richterprivileg des § 839 Abs. 2 BGB.
Der unionsrechtliche Amtshaftungsanspruch steht im deutschen Staatshaftungsrecht in freier Konkurrenz neben dem allgemeinen Amtshaftungsanspruch. Eigenständige Bedeutung besitzt er insbesondere, wenn die Tatbestandsvoraussetzungen des § 839 BGB nicht erfüllt sind. Dies trifft beispielsweise zu, wenn die Unionsrechtsverletzung durch den Gesetzgeber erfolgt, für dessen Fehlverhalten der Staat mangels Verletzung einer drittschützenden Amtspflicht im Regelfall nicht haftet.
Für den unionsrechtlichen Amtshaftungsanspruch ist gemäß § 71 Abs. 2 Nr. 2 GVG der Zivilrechtsweg eröffnet. Der Anspruch verjährt gemäß §§ 195, 199 BGB innerhalb von drei Jahren.

## Haftung wegen der Verletzung der Europäischen Menschenrechtskonvention
Staatshaftungsrechtliche Ansprüche auf Schadensersatz und auf Entschädigung können infolge einer Verletzung der Europäischen Menschenrechtskonvention (EMRK) entstehen.
Gemäß Art. 41 kann der Europäische Gerichtshof für Menschenrechte Staaten, die an die Konvention gebunden sind, dazu verurteilen, den Betroffenen für die Verletzung einer Konventionsgarantie durch Geldersatz zu entschädigen. Dies erfordert die Feststellung des Gerichts, dass der zu verurteilende Staat gegen die Konvention oder deren Zusatzprotokolle verstoßen hat. Häufig knüpft der Anspruch beispielsweise an überlange Gerichtsverfahren an, die den Betroffenen in seinem Recht auf ein faires und zügiges Verfahren (Art. 6 EMRK) verletzen. Weiterhin setzt der Entschädigungsanspruch voraus, dass das innerstaatliche Recht lediglich eine unvollkommene Wiedergutmachung für die Folgen dieser Verletzung ermöglicht. Nach der Rechtsprechung des EGMR trifft dies zu, soweit es das innerstaatliche Recht nicht ermöglicht, den Zustand wiederherzustellen, der vor der Verletzung bestand. Schließlich bedarf es eines kausalen und zurechenbaren Schadens. Als beeinträchtigte Positionen kommen materielle und immaterielle Beeinträchtigungen des Anspruchsstellers in Frage.
Ein weiterer staatshaftungsrechtlicher Anspruch ergibt sich aus Art. 5 Abs. 5 EMRK. Hiernach kann eine Person von einem Mitgliedstaat der Konvention Schadensersatz verlangen, falls er aufgrund einer Verletzung seines Rechts auf Freiheit und Sicherheit (Art. 5 EMRK) einen Schaden erleidet.